# Motet
Motet se numește o compoziție muzicală polifonică bazată pe un text religios, rareori și laic, scrisă conform regulilor contrapunctului pentru mai multe voci, în care se suprapun simultan mai multe melodii de sine stătătoare, astfel că fiecare voce îsi are melodia sa, uneori și text propriu. De obicei, motetul este interpretat "a capella", fără acompaniament instrumental.
Denumirea provine din latină, unde movere însemna a mișca, pentru a ilustra mișcarea liniilor melodice suprapuse peste cantus firmus. Denumirea în latina medievală era motectum, dar se folosea și denumirea italiană mottetto, spre a descrie mișcarea diferitelor voci, una față de cealaltă.
Motete scrise pe texte laice sunt cuprinse în coleția Magnum opus musicum a lui Orlando di Lasso.
Compozitorul român Constantin Arvinte a compus în 2002 piesa Rugăciune, un motet pentru cor mixt, versuri de Mihai Eminescu.